# 横浜第二合同庁舎

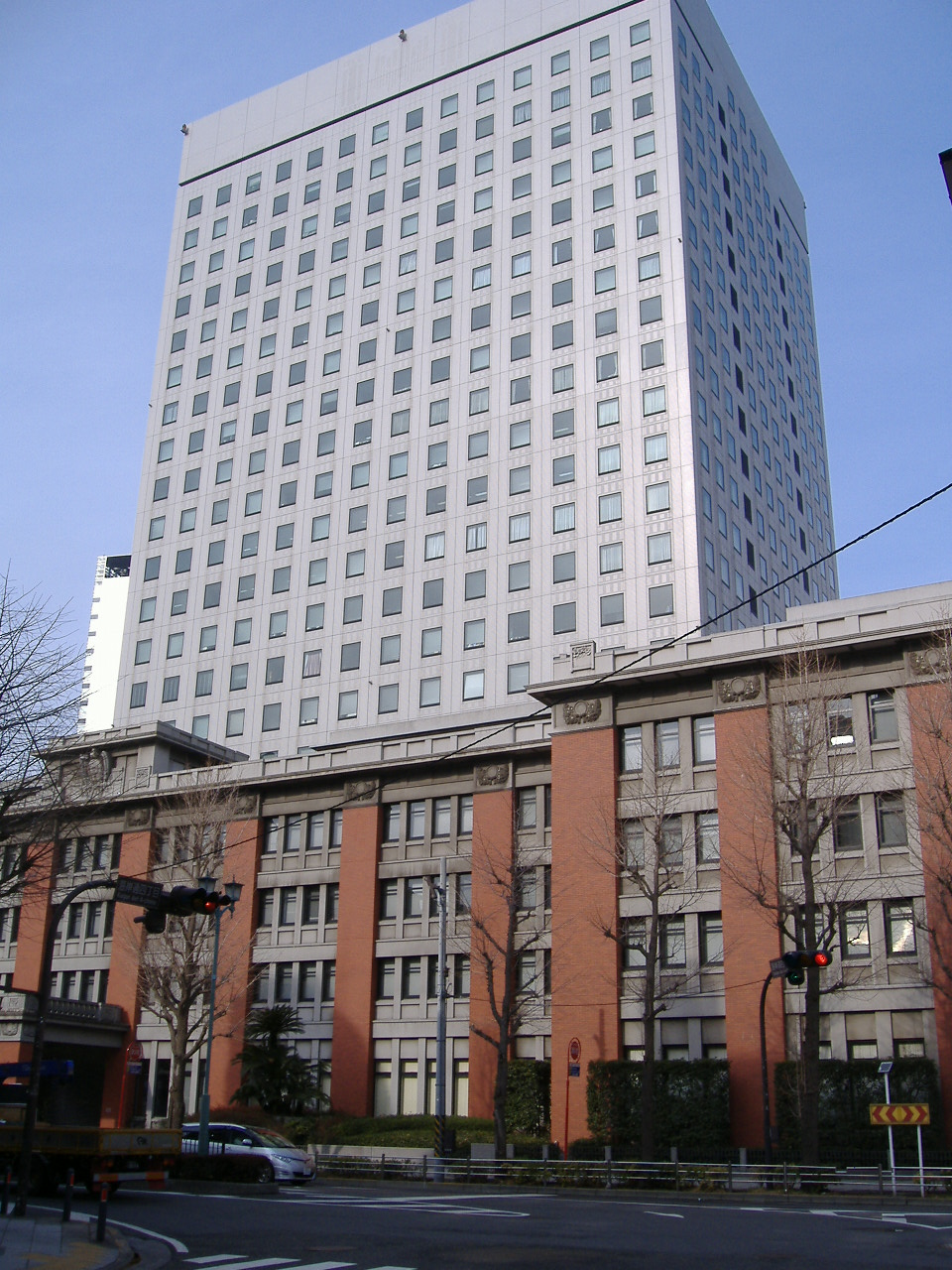
高層棟

横浜第二合同庁舎（よこはまだいにごうどうちょうしゃ）は、神奈川県横浜市中区北仲通にある、行政機関が入居している合同庁舎。
当地には1873年（明治6年）には壮行学舎（のちの横浜小学校）が、1926年（大正15年）には横浜生糸検査所が設置されていた。1990年（平成2年）に横浜市認定歴史的建造物として認定されている。1995年（平成7年）に高層棟の建設を含む大改築が行われ、その際に旧生糸検査所の外観を復元した造りになっている。名称に「第二」とついているのは、すでに山下町に合同庁舎が存在したためである。

## 主な入居部局
- 農林水産省関係
  - 関東農政局横浜地域センター
  - 横浜植物防疫所
  - 独立行政法人農林水産消費安全技術センター本部横浜事務所
- 厚生労働省関係
  - 神奈川労働局
  - 横浜南労働基準監督署
  - 関東信越厚生局麻薬取締部横浜分室
- 法務省関係
  - 横浜地方法務局
- 財務省関係
  - 関東財務局横浜財務事務所
- 国土交通省関係
  - 関東運輸局
  - 関東地方整備局港湾空港部
  - 第三管区海上保安本部
    - 東京湾海上交通センター（東京マーチス）

  - 独立行政法人海技教育機構
- 防衛省関係
  - 南関東防衛局

## 旧横浜生糸検査所
日本から輸出される生糸の品質向上を目的として、1896年（明治29年）に現在の中区本町に横浜生糸検査所が発足。関東大震災で被害を受けたが、1926年（大正15年）に北仲通（現在地）に遠藤於莵の設計により再建。庁舎は鉄筋コンクリート造4階建で屋上には噴水庭園が設けられ、市民からは「キーケン」の愛称で親しまれた。正面上部には蚕の成虫と菊の紋と桑の葉をあしらった紋章が設けられている。横浜生糸検査所は1980年（昭和55年）に農林規格検査所に統合、1991年（平成3年）には農林水産消費技術センターに改組された。

## その他
火災の発生
2021年1月25日午後5時前、2階に入居する関東信越厚生局麻薬取締部分室から出火し、およそ30分後に消し止められた。

## アクセス

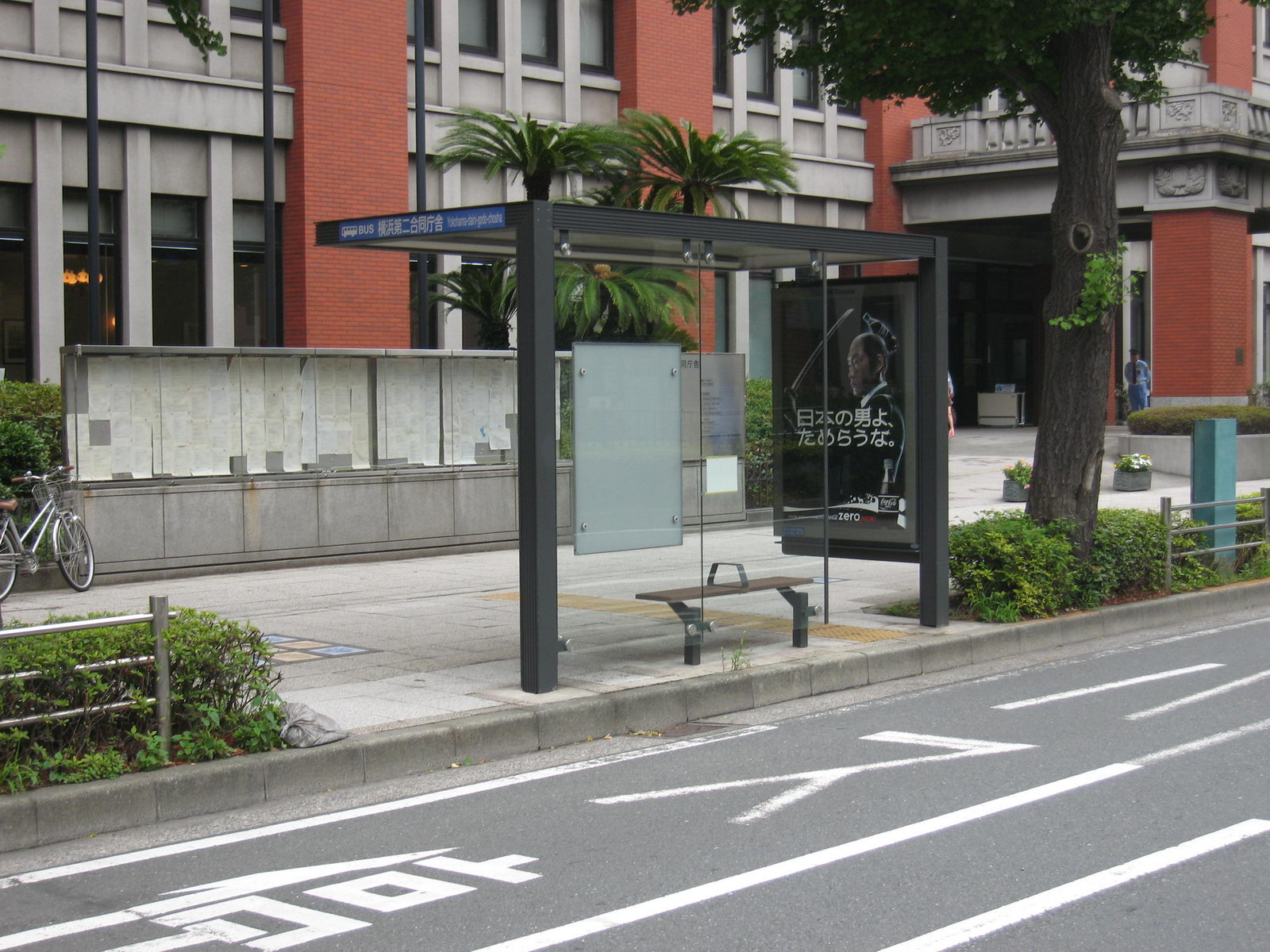
横浜第二合同庁舎バス停
2020年6月1日より「馬車道駅前」に停留所名を変更。

- 横浜高速鉄道みなとみらい線馬車道駅下車（最寄り出口は4番）。
- JR東日本根岸線桜木町駅から、徒歩約730m・約12分。
- 横浜市営地下鉄ブルーライン桜木町駅から、徒歩約770m・約13分（最寄り出口は出口1番）。
- 京浜急行バス羽田空港 - 山下公園・みなとみらい線で、「馬車道駅前」バス停下車。ただし、羽田空港行のうち、朝の桜木町駅始発便と午後の横浜ロイヤルパークホテル始発便は、「馬車道駅前」バス停を経由しない。